# Miss Terra 2007
Miss Terra 2007, settima edizione di Miss Terra, si è tenuta presso l'UP Theater di Quezon nelle Filippine l'11 novembre 2007. L'evento è stato presentato da Utt Panichkul, Priscilla Meirelles e Ginger Conejero e trasmesso da ABS-CBN, Star World e The Filipino Channel. La canadese Jessica Trisko è stata incoronata Miss Terra 2007.

## Risultati

### Piazzamenti
| Risultato finale | Concorrente |
| ---------------- | --- |
| Miss Terra 2007  | - Canada - Jessica Trisko |
| Miss Aria        | - India - Pooja Chitgopekar |
| Miss Acqua       | - Venezuela - Silvana Santaella |
| Miss Fuoco       | - Spagna - Ángela Gómez |
| Finaliste        | - Georgia - Nanka Mamasakhlisi - Perù - Odilia García - Svizzera - Stefanie Gossweiler - Thailandia - Jiraporn Sing-ieam |
| Semifinaliste    | - Libano - Amale Al-Khoder - Martinica - Élodie Delor - Nigeria - Stacey Garvey - Rep. Ceca - Eva Čerešňáková - Rep. Dominicana - Themys Febriel - Romania - Alina Gheorge - Sudafrica - Bokang Montjane - Svezia - Ivana Gagula |

Nota: A differenza che in altri concorsi, in Miss Terra non ci sono finaliste. Invece vengono assegnati i titoli di Miss Aria, Miss Acqua e Miss Fuoco, alle tre concorrenti con il punteggio più alto dopo la vincitrice.

### Riconoscimenti speciali
| Riconoscimento           | Concorrente                       |
| ------------------------ | --------------------------------- |
| Beauty For A Cause       | - Sudafrica - Bokang Montjane     |
| Best in National Costume | - Thailandia - Jiraporn Sing-ieam |
| Best in Swimsuit         | - Venezuela - Silvana Santaella   |
| Best in Long Gown        | - Venezuela - Silvana Santaella   |
| Miss Friendship          | - Libano - Amale Al-Khoder        |
| Miss Photogenic          | - Filippine - Jeanne Angeles Harn |
| Miss Talent              | - Lituania - Monica Baliunaite    |

## Giudici
- Andrea Mastellone - General Manager di Traders Hotel Manila
- Nguyễn Công Khế - Redattore di Thanh Nien News
- Jose Ramon Olives - ABS-CBN
- Nestor Mangio - International Airport Corporation
- Hong Jin - Korean Air
- Crystal Jacinto - Philippines Foundation for Tomorrow's Good Children Inc.
- Manuel Roxas - PAGCOR
- Tiziano Ceccarani - OE Mergers and Acquisitions
- Dawn Zulueta - Attrice
- Purissima Benitez Jahannot -

## Concorrenti[3]
- Albania - Shpresa Vitia
- Argentina - María Antonella Tognolla
- Australia - Victoria Louise Stewart
- Bahamas - Sharon Eula Rolle
- Belgio - Melissa Cardaci
- Belize - Leilah Pandy
- Bolivia - Carla Loreto Fuentes Rivero
- Bosnia ed Erzegovina - Dzenita Dumpor
- Botswana - Millicent Ollyn
- Brasile - Patrícia Andrade
- Camerun - Pauline Marcelle Kack
- Canada - Jessica Trisko
- Cina - Yu Peipei
- Cina Taipei - Sonya Lee
- Colombia - Mileth Johana Agámez
- Corea del Sud - Yoo Ji-eun
- Costa Rica - Natalia Salas Mattey
- Cuba - Ariana Barouk
- Danimarca - Trine Lundgaard Nielsen
- Ecuador - Verónica Ochoa Crespo
- El Salvador - Julia Ayala
- Etiopia - Nardos Tafese
- Figi - Minal Maneesha Ali
- Filippine - Jeanne Angeles Harn
- Finlandia - Anna Pohtimo
- Francia - Alexandra Gaguen
- Galles - Sarah Fleming
- Georgia - Nanka Mamasakhlisi
- Germania - Sinem Ramazanoglu
- Ghana - Diana Naa Blankson
- Giappone - Ryoko Tominaga
- Guadalupa - Virgine Mulia
- Guatemala - Jessica María Scheel
- Hong Kong - Fan Miao-Meng
- India - Pooja Chitgopekar
- Indonesia - Artri Sulistyowati
- Inghilterra - Clair Cooper
- Irlanda del Nord - Aine Gormley
- Islanda - Katrín Dögg Sigurdardóttir
- Isole Vergini Americane - Je T'aime Cerge
- Israele - Mor Donay
- Italia - Bernadette Mazzù
- Kazakistan - Zhazira Nurkhodjaeva
- Kenya - Volen Auma Owenga
- Lettonia - Ilze Jankovska
- Libano - Amale Al-Khoder
- Liberia - Telena Cassell
- Lituania - Monika Baliunaite
- Macao - Zhang Xiao-Yu
- Malaysia - Dorkas Cheok
- Martinica - Élodie Delor
- Messico - María Fernanda Cánovas
- Nepal - Bandana Sharma
- Nicaragua - Iva Grijalva Pashova
- Nigeria - Stacey Garvey
- Niue - Shevalyn Maika
- Norvegia - Margaret Paulin Hauge
- Nuova Zelanda - Claire Kirby
- Paesi Bassi - Milou Verhoeks
- Paraguay - Griselda Quevedo
- Perù - Odilia García
- Polonia - Barbara Tatara
- Repubblica Ceca - Eva Čerešňáková
- Repubblica del Congo - Maurielle Massamba
- Repubblica Dominicana - Themys Febriel
- Romania - Alina Gheorge
- Saint Lucia - Oneka McKoy
- Sierra Leone - Theresa Turay
- Singapore - Chen Nicole Lin
- Slovacchia - Barbora Palovičová
- Slovenia - Tanja Trobec
- Spagna - Ángela Gómez
- Stati Uniti d'America - Lisa Forbes
- Sudafrica - Bokang Montjane
- Suriname - Safyra Duurham
- Svezia - Ivana Gagula
- Svizzera - Stefanie Gossweiler
- Tanzania - Angel Kileo
- Thailandia - Jiraporn Sing-ieam
- Tibet - Tenzin Dolma
- Trinidad e Tobago - Carleen Ramlochansingh
- Turks e Caicos - Tameka Deveaux
- Ucraina - Galyna Andreeva
- Uganda - Hellen Karungi
- Venezuela - Silvana Santaella
- Vietnam - Trương Tri Trúc Diễm
- Zambia - Sphiwe Benasho
- Zimbabwe - Nyome Omar